# Rapunzel (personage)
Rapunzel is het hoofdpersonage van de Disneyfilm Rapunzel uit 2010. Ze werd als tiende personage toegevoegd aan de lijst met Disneyprinsessen. De Disney-versie van Rapunzel is gebaseerd op het sprookje Raponsje van de gebroeders Grimm. Rapunzel heeft 20 meter, magisch, lang blond haar, groene ogen en draagt een paarse jurk.

## Verhaal van Rapunzel
Rapunzel wordt als baby ontvoerd uit het kasteel door de slechte Moeder Gothel en opgesloten in een hoge toren. Het zeer lange haar van Rapunzel heeft genezende gaven en Gothel blijft hierdoor jong. Rapunzel heeft al jaren maar één wens, ze wil graag naar de 'zwevende lichtjes', die elk jaar op haar verjaardag aan de hemel verschijnen. Moeder Gothel verbiedt het haar. Op een dag komt Flynn Ryder, een vrijbuiter, langs de toren en klimt naar boven om zich te verstoppen voor zijn belagers. Rapunzel overmeestert hem en sluit een deal. Flynn wordt later in de val gelokt door Gothel en gevangen genomen. Hij weet te ontsnappen en keert terug naar de toren van Rapunzel. Wanneer Flynn het haar van Rapunzel doorsnijdt om de vloek van Moeder Gothel te verbreken komt hij ten val. Rapunzel geneest hem met haar tranen. Samen keren ze terug naar het kasteel, waar ze later trouwen.

## Trivia
- Rapunzel werd ontworpen en geanimeerd door animator Glen Keane. Keane was eerder verantwoordelijk voor het animeren en ontwerpen van andere Disney prinsessen zoals Ariël en Pocahontas.
- Rapunzel was de eerste Disneyprinses met magische krachten; haar helende 20 meter lange magische haren.
- Glen Keane gaf uitleg over de magische krachten van Rapunzel: "De helende traan aan het einde van de film was een belangrijk onderdeel van het originele sprookje. Voor mij stond dit altijd symbool voor het feit dat de kracht van Rapunzel uit haar hart komt, niet het haar."[1]
- Aanvankelijk zou Rapunzel een groene jurk in de film dragen maar vanwege de jurk van het personage Tiana uit The Princess And The Frog, die een jaar eerder in de bioscoop verscheen, werd besloten Rapunzel een paarse jurk te geven.
- De Engelse stem van Rapunzel in de gelijknamige Disneyfilm werd ingesproken door zangeres Mandy Moore, behalve in Kingdom Hearts en Disney Comics in Motion, daarin werd ze ingesproken door Kelsey Lansdowne.
- In Nederland werd Rapunzel ingesproken door Kim-Lian van der Meij, behalve in Sofia het prinsesje.
- De Vlaamse stem van Rapunzel werd ingesproken door Deborah De Ridder.
- Rapunzel is aan het begin van de film 17 jaar, ze wordt dus in de film 18.